# The Mound
The Mound er en kunstig skråning og vej i det centrale Edinburgh, Skotland, der forbinder Edinburghs New Town og Old Town. Den blev etableret ved at deponere omkring 1.501.000 vognfulde jord udgravet fra fundamenter i New Town i Nor Loch, der blev drænet i 1765 og i dag danner Princes Street Gardens. 
Nogle af Ediburghs meste notable bygninger og institutioner holder til på The Mound, hvilket inkluderer National Gallery of Scotland, Royal Scottish Academy, spirerne University of Edinburghs New College, General Assembly Hall of the Church of Scotland, Bank of Scotlands tidligere hovedkvarter, der i dag er indrettet som Museum on the Mound.